# Хулиган (инструмент)

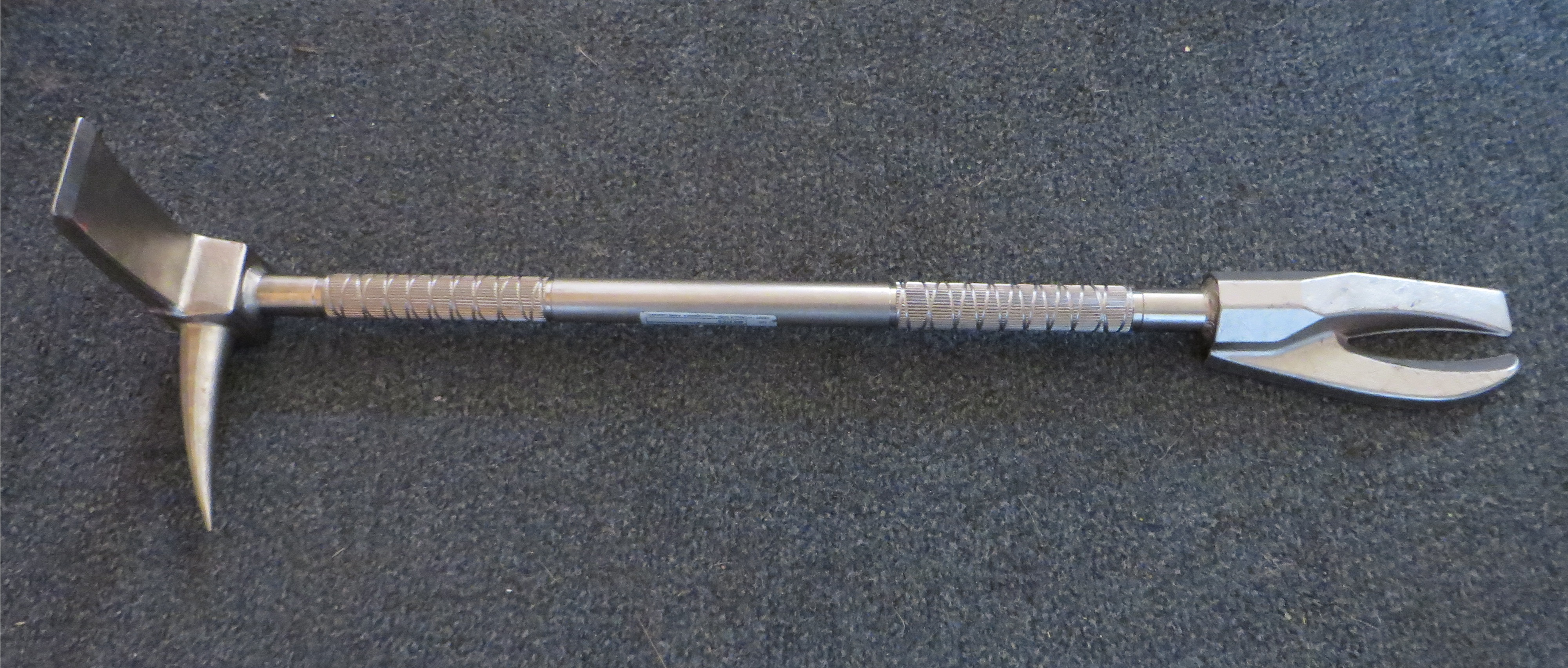
Хулиган

Хулиган (англ. Halligan bar, Halligan tool) — ручной немеханизированный пожарный инструмент, конструктивно состоящий из стального стержня. заканчивающегося с одной стороны вилкой-гвоздодером, а с другой — многофункциональной головкой, объединяющей в себе плоский клин и круглый изогнутый шип, расположенные перпендикулярно к рукояти и друг к другу. Существует также модификация с наконечником для резки листового металла вместо вилки.

## История создания
«Хулиган» является результатом глубокой модернизации пожарного лома. Причиной его создания явилась потребность пожарных в многофункциональном инструменте для вскрытия и разборки. Разработан в 1940-е годы в Пожарном департаменте Нью-Йорка. Название он получил по имени изобретателя Хью Хэллигана (англ. Hugh Halligan). Хэллиган, который прошёл путь от рядового служащего до первого заместителя пожарного комиссара (в период с 1916 по 1959 год), был увлечён идеей создания более лёгкого и безопасного в использовании инструмента. Во времена его службы пожарные использовали инструмент для вскрытия дверей — инструмент Келли (англ. Kelly tool) и «кошачий коготь». Однако, ввиду особенностей конструкции «кошачий коготь» часто наносил травмы пальцам. Новый инструмент разработанный Хью Хэллиганом представлял собой усовершенствованный «Кошачий коготь» и инструмент Келли. Первые образцы «хулигана» были произведены Хэллиганом за собственные средства, поскольку Пожарный департамент не имеет права покупать или принимать для пользования несертифицированные и юридически не одобренные средства и снаряжение. Будучи глубоко религиозным человеком, Хью ставил на свои инструменты монограммы «AM DG», что на латыни означает «Ad Majorem Dei Gloriam». Первым изобретение Халлигана приобрёл Пожарный департамент города Бостон, и на то время цена одного «хулигана» достигала 38 долларов.
Конструкция «хулигана» оказалась очень удачной, о чём свидетельствует широкое распространение данного инструмента в пожарных частях всего мира.

## Применение
«Хулиган» предназначен для выполнения рычажных работ по вскрытию и разборке конструкций в ходе тушения пожара. В первую очередь это вскрытие дверей. Форма головки инструмента позволяет многократно увеличивать прилагаемое к рукояти усилие, что очень актуально при вскрытии стальных дверей, разборке деревянных конструкций, имеющих плотные соединения, отжиме и перемещении тяжестей. Вилка гвоздодёра используется для вырывания дверных шарниров и личинок замка. Изогнутый шип позволяет срывать навесные замки, пробивать шины транспортного средства для обездвиживания при ликвидации последствий ДТП, пробивать отверстия в листовом металле. Вскрыватель позволяет также разрезать листовой металл.
Во время показательных учений в 2017 году пожарные Департамента пожарной безопасности Нью-Глазго продемонстрировали применение «хулигана» во время экстремальных ситуаций. Благодаря своей конструкции этот инструмент становится незаменимым при пробивания отверстий в двери, гипсокартоне или корпуса транспортных средств во время тушения пожара. «Хулиган» раздвоенным концом вставляется в дверной косяк, а после, с помощью топора или молотка, осуществляется взлом двери.